# Final de la ASB Premiership 2014-15
La final de la ASB Premiership 2014/15 fue el último encuentro de dicha competición y el que definió al campeón de la primera división de Nueva Zelanda. El Auckland City, que terminó primero en la fase regular, se proclamó vencedor del partido al vencer al Hawke's Bay United por un marcador de 2-1. Ambos habían eliminado al Waitakere United y al Team Wellington en semifinales, respectivamente.
Se jugó en el Kiwitea Street de Auckland. Significó el segundo título consecutivo de liga para los Navy Blues, además del sexto en la historia del club. Por otra parte, fue la primera final que disputó el Hawke's Bay, que había perdido en semifinales en las ediciones de 2012/13 y 2013/14.

## Resumen
A pesar de la ventaja inicial que tomó el Hawke's Bay United por medio del penal ejecutado por Ryan Tinsley a los 19 minutos, el Auckland City fue siempre el equipo que tomó la iniciativa del encuentro. Tal es así que cercano al final de la primera etapa, a los 38 minutos, Ryan de Vries marcó el empate. En el segundo tiempo el paradigma del partido no cambió y siguieron siendo los Navy Blues los que continuaban buscando el gol decisivo. Fue así como a los 62 Darren White ejecutó un tiro libre a la cabeza de Marko Dordevic, quien marcó el 2-1. Ya con el resultado a su favor, el Auckland dominó la posesión hasta que Peter O'Leary señaló el final.

## Ficha del partido
| 1     | Guardameta     | Tamati Williams  |     |
| 9     | Defensa        | Darren White     |     |
| 2     | Defensa        | Marko Dordevic   |     |
| 5     | Defensa        | Ángel Berlanga   |     |
| 3     | Defensa        | Takuya Iwata     |     |
| 4     | Centrocampista | Mario Bilen      |     |
| 15    | Centrocampista | Ivan Vicelich    |     |
| 23    | Centrocampista | Sam Burfoot      | 57' |
| 20    | Delantero      | Óscar            |     |
| 17    | Delantero      | João Moreira     | 82' |
| 10    | Delantero      | Ryan de Vries    | 90' |
| D. T. | D. T.          | Ramon Tribulietx |     |

| 1     | Guardameta     | Josh Hill       |     |
| 22    | Defensa        | Billy Scott     | 82' |
| 5     | Defensa        | Finlay Milne    |     |
| 4     | Defensa        | Ross Haviland   |     |
| 21    | Defensa        | Sean Liddicoat  |     |
| 6     | Centrocampista | Ryan Tinsley    |     |
| 11    | Centrocampista | Mario Barcia    |     |
| 19    | Centrocampista | Facundo Barbero | 71' |
| 12    | Centrocampista | Saul Halpin     |     |
| 10    | Centrocampista | Viktor Lekaj    | 87' |
| 9     | Delantero      | Sean Lovemore   |     |
| D. T. | D. T.          | Brett Angell    |     |

| 25 | Centrocampista | Michael den Heijer | 57' |
| 19 | Centrocampista | David Browne       | 82' |
| 12 | Centrocampista | Adam McGeorge      | 90' |

| 7  | Centrocampista | Troy Pennycooke-Morgan | 71' |
| 8  | Centrocampista | Alex Palezevic         | 82' |
| 16 | Centrocampista | Leon Birnie            | 87' |

| Anotado | 38' | Ryan de Vries  | 1-1 |
| Anotado | 62' | Marko Dordevic | 2-1 |

| Anotado | 19' | Ryan Tinsley | 0-1 |

| Amonestado | 34' | Ryan de Vries |

| Amonestado | 63' | Ryan Tinsley  |
| Amonestado | 86' | Sean Lovemore |

| Árbitro | Peter O'Leary |

| 1     | Guardameta     | Tamati Williams  |     |
| 9     | Defensa        | Darren White     |     |
| 2     | Defensa        | Marko Dordevic   |     |
| 5     | Defensa        | Ángel Berlanga   |     |
| 3     | Defensa        | Takuya Iwata     |     |
| 4     | Centrocampista | Mario Bilen      |     |
| 15    | Centrocampista | Ivan Vicelich    |     |
| 23    | Centrocampista | Sam Burfoot      | 57' |
| 20    | Delantero      | Óscar            |     |
| 17    | Delantero      | João Moreira     | 82' |
| 10    | Delantero      | Ryan de Vries    | 90' |
| D. T. | D. T.          | Ramon Tribulietx |     |

| 1     | Guardameta     | Josh Hill       |     |
| 22    | Defensa        | Billy Scott     | 82' |
| 5     | Defensa        | Finlay Milne    |     |
| 4     | Defensa        | Ross Haviland   |     |
| 21    | Defensa        | Sean Liddicoat  |     |
| 6     | Centrocampista | Ryan Tinsley    |     |
| 11    | Centrocampista | Mario Barcia    |     |
| 19    | Centrocampista | Facundo Barbero | 71' |
| 12    | Centrocampista | Saul Halpin     |     |
| 10    | Centrocampista | Viktor Lekaj    | 87' |
| 9     | Delantero      | Sean Lovemore   |     |
| D. T. | D. T.          | Brett Angell    |     |

| 25 | Centrocampista | Michael den Heijer | 57' |
| 19 | Centrocampista | David Browne       | 82' |
| 12 | Centrocampista | Adam McGeorge      | 90' |

| 7  | Centrocampista | Troy Pennycooke-Morgan | 71' |
| 8  | Centrocampista | Alex Palezevic         | 82' |
| 16 | Centrocampista | Leon Birnie            | 87' |

| Anotado | 38' | Ryan de Vries  | 1-1 |
| Anotado | 62' | Marko Dordevic | 2-1 |

| Anotado | 19' | Ryan Tinsley | 0-1 |

| Amonestado | 34' | Ryan de Vries |

| Amonestado | 63' | Ryan Tinsley  |
| Amonestado | 86' | Sean Lovemore |

| Árbitro | Peter O'Leary |

| Bandera de Nueva Zelanda |
| Campeón Auckland City    |
| Sexto título             |